# バター猫のパラドックス

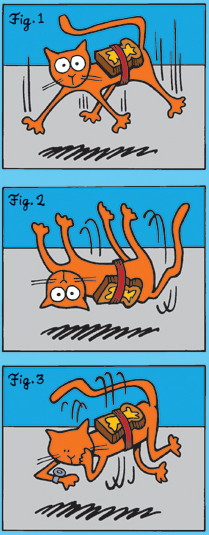
起こりうる事態について描かれた漫画

バター猫のパラドックス（バターねこのパラドックス）は、2つの言い伝えを皮肉った組み合わせに基づいた逆説である。
- 猫は常に足を下にして着地する（参照：ネコひねり問題）
- バターを塗ったトーストは常にバターを塗った面を下にして着地する（参照：選択的重力の法則）

もしバターを塗ったトーストを（バターを塗った面を上にして）猫の背中へくくり付けて、ある高さから猫を落としたらどうなるかを考えた場合、この逆説が発生する。
もし実際に猫を落とすならば、2つの最終結果のうちのどちらか一方は決して起こらないことになる。もし猫が足を下にして着地すれば、トーストはバターが塗られた面が上になったままだし、逆にバターが塗られた面が下になって着地するならば、猫は背中から着地することになるはずだ。

## 思考実験
この逆説は言い伝えを皮肉った組み合わせが起源であるが、この2つの規則が常に正しいと仮定した場合、何が起こるかを分析するいくつかの面白い思考実験がなされている。
この実験が反重力を生むだろうと冗談に主張するものもいる。それらは、猫が地面に向かって落ちるとともに落下速度が下がり、回転し始め、トーストのバターが塗られた面と猫の足の両方が着地しようとするため高速で回転しながら地面から少し上で浮いたところで安定状態になるだろうと提案する。しかしながら、これは、それらを回転させ浮遊させておくエネルギーを系の外部のどこかから得なければならないが、それではエネルギー保存の法則を破ることになる。
猫とトーストがこれを達成する多数の方法がありうる。一つは、日光からエネルギーを取り出し、それを直接の運動エネルギーに変換することである。これを実現するのはとても困難である。
別の想定結果は、猫が足を下にして着地し、その後ただちにひっくり返るだろうということである。しかしながら、これは、地面への誘引力において猫の足がトーストのバターが塗られた面よりも強いが、ひとたび地面に着地すると、バターが塗られたトーストの誘引力が猫の足を上回ることを意味する。これは、足を下にして着地するための猫の運動とトーストの地面へのバター側の誘引力ではどちらがより強いのか、という新たな疑問を生じさせるだろう。
さらに逆もまた真になりえる。まずトーストがバターが塗られた面を下にして落ち、それから猫が回転して足を下にして立つ。
いずれにせよ、両方のシナリオは、足であれ背中であれ猫が着地するときに怪我しないという仮定が必要だろう。また重要なのは、いずれの結果に収束したとしても、観察者が「がっかり」しないことである。
2003年6月に、キンバリー・マイナーは、映画 Perpetual Motion （永久運動）で学生アカデミー賞を受賞した
。マイナーの映画は、猫およびバターが塗られたトーストのアイデアの起こりうる影響を調査した、高校の友達が書いた論文に基づいている。